# YF-90
YF-90是中華人民共和國研發的一款液體火箭發動機，也是中国第一款採用分级燃烧循环技术的氢氧发动机，将用於長征九號系列火箭芯二級，具备60~100%推力调节和多次点火、故障诊断等先进功能。

## 历史
2021年7月28日，航天科技集團六院11所（京），重型運載火箭220噸級補燃循環氫氧引擎完成首台工程樣機生產。
2021年9月23日，220吨级补燃循环氢氧发动机成功进行了首次半系统试验，试验取得圆满成功。 
2023年2月2日，大推力补燃循环氢氧发动机第二次半系统试验圆满成功。
2024年12月17日，大推力补燃循环氢氧发动机完成首次整机试验，试验取得圆满成功。